# Indian Institute of Technology
Indian Institute of Technology, kurz IIT, ist die Bezeichnung mehrerer ingenieurwissenschaftlich-technologisch ausgerichteten universitären Bildungseinrichtungen in Indien. Die ersten vier IITs wurden in den 1950ern gegründet, um eine eigene wissenschaftliche Elite aufzubauen. Sie wurden zu diesem Zweck von der indischen Regierung etabliert und gelten als „Institute von nationaler Bedeutung“.
Die IIT-Aufnahmeprüfung ist als eine der härtesten Prüfungen der Welt bezeichnet worden. 300.000 Schüler nehmen jährlich daran teil. Mit 6.500 Erstsemestern werden jedoch lediglich zwei von hundert Bewerbern zugelassen. Um die Zulassung zum Studium der Informatik oder Elektrotechnik in Mumbai oder Delhi zu erlangen, ist es sogar erforderlich, zu den besten 300 zu gehören (umgerechnet 0,1 Prozent).
Einige IITs entstanden mit finanzieller und technischer Unterstützung der UNESCO, aus Deutschland, den USA und der Sowjetunion. Jede dieser Bildungseinrichtungen ist eine selbständige Universität, die mit den anderen durch einen gemeinsamen IIT-Rat verbunden ist, der mit Verwaltungsangelegenheiten betraut ist. Es gibt eine gemeinsame Aufnahmeprüfung der IITs; auf eine Zuweisung zu einem bestimmten Institut hat der Bewerber keinen Anspruch.
Im Zuge des Erfolgs dieser Einrichtungen entstanden eigene Abschlüsse wie der Bachelor of Technology (B.Tech.), in Abgrenzung zum von den meisten anderen indischen Universitäten verliehenen Bachelor of Engineering (BE), und ähnliche Institute in anderen Fachrichtungen wurden nach dem Vorbild der IITs geschaffen (National Institute of Technology, Indian Institute of Management, Indian Institute of Information Technology & Management und Indian Institute of Information Technology).
IIT ist zu einer auch international renommierten Marke geworden und viele Absolventen finden (entgegen der ursprünglichen Absicht, die Graduierten im Land zu halten) Arbeit in den USA oder anderen Ländern.

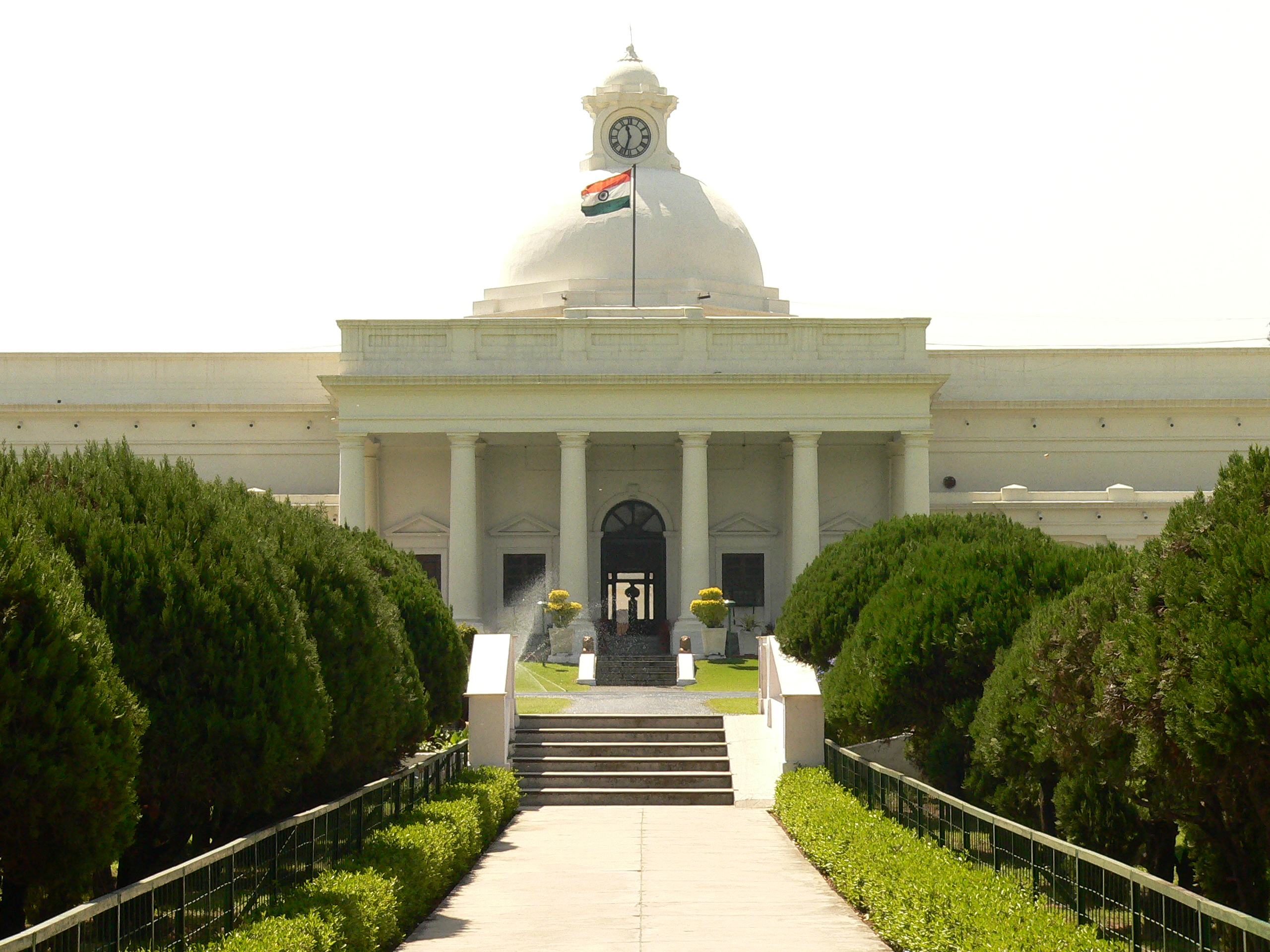
Hauptgebäude des IIT Roorkee
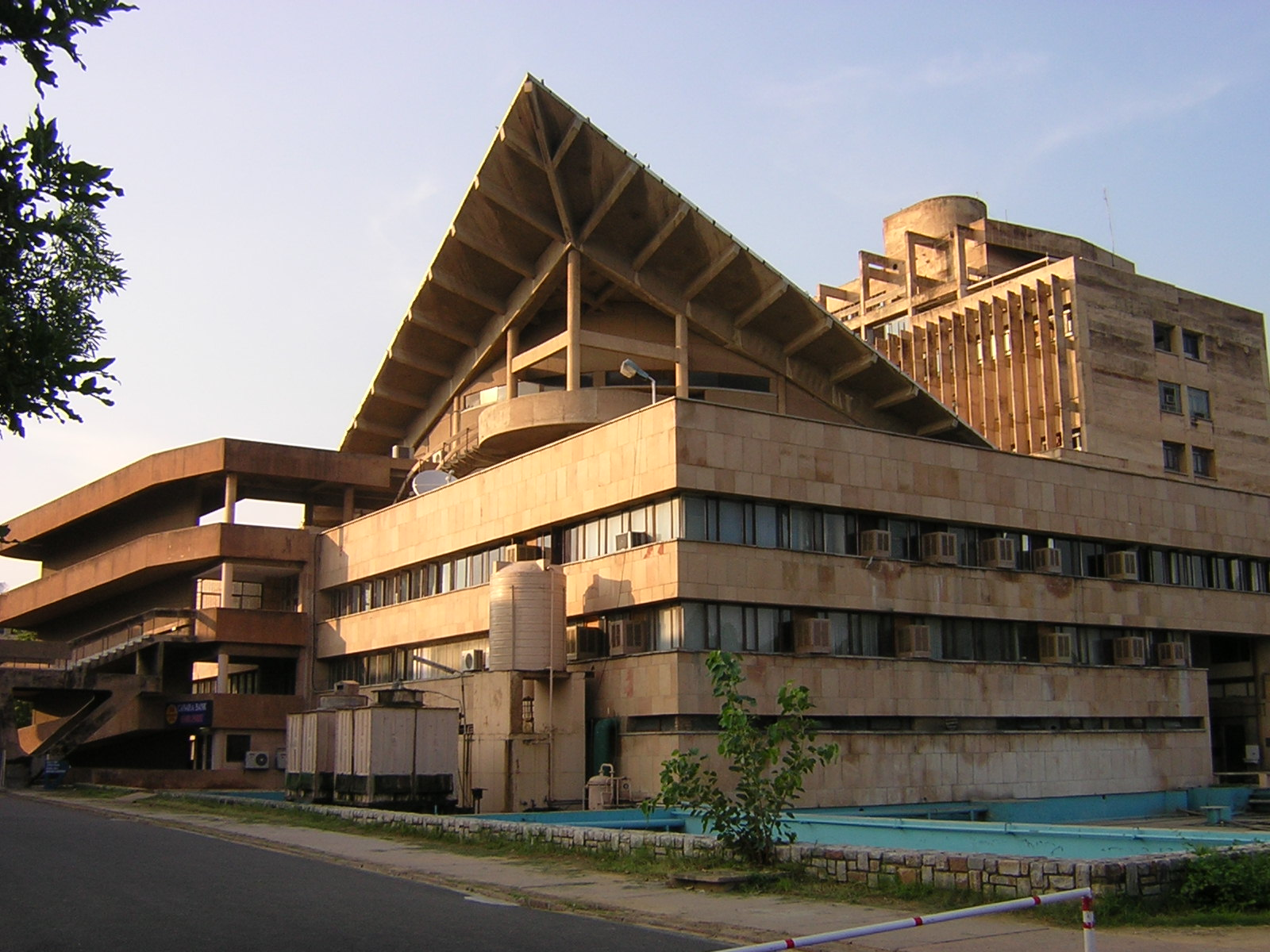
Mathematik-Fakultät des IIT Delhi
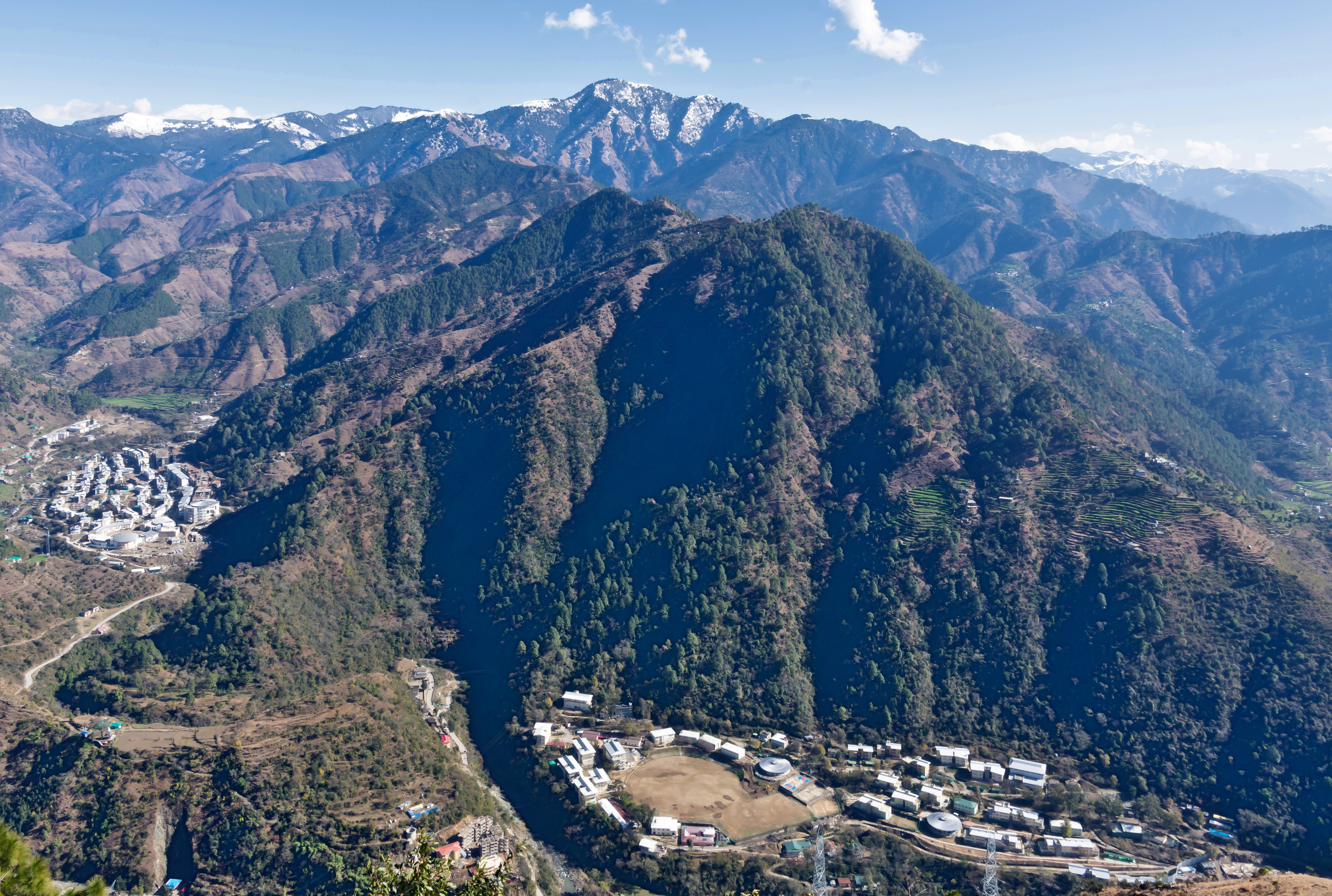
IIT Mandi Campus, Januar 2020

## Institute
Übersicht aller Institute, sortiert nach dem Zeitpunkt der Aufnahme als IIT:
| Nummer | Name               | Kurzform | Gründung | Aufnahme | Bundesstaat       | Webseite        |
| ------ | ------------------ | -------- | -------- | -------- | ----------------- | --------------- |
| 1      | IIT Kharagpur      | IITKGP   | 1951     | 1951     | West Bengal       | iitkgp.ac.in    |
| 2      | IIT Bombay         | IITB     | 1958     | 1958     | Maharashtra       | iitb.ac.in      |
| 3      | IIT Kanpur         | IITK     | 1959     | 1959     | Uttar Pradesh     | iitk.ac.in      |
| 4      | IIT Madras         | IITM     | 1959     | 1959     | Tamil Nadu        | iitm.ac.in      |
| 5      | IIT Delhi          | IITD     | 1961     | 1963     | Delhi             | iitd.ac.in      |
| 6      | IIT Guwahati       | IITG     | 1994     | 1994     | Assam             | iitg.ac.in      |
| 7      | IIT Roorkee        | IITR     | 1847     | 2001     | Uttarakhand       | iitr.ac.in      |
| 8      | IIT Ropar          | IITRPR   | 2008     | 2008     | Punjab            | iitrpr.ac.in    |
| 9      | IIT Bhubaneswar    | IITBBS   | 2008     | 2008     | Odisha            | iitbbs.ac.in    |
| 10     | IIT Gandhinagar    | IITGN    | 2008     | 2008     | Gujarat           | iitgn.ac.in     |
| 11     | IIT Hyderabad      | IITH     | 2008     | 2008     | Telangana         | iith.ac.in      |
| 12     | IIT Jodhpur        | IITJ     | 2008     | 2008     | Rajasthan         | iitj.ac.in      |
| 13     | IIT Patna          | IITP     | 2008     | 2008     | Bihar             | iitp.ac.in      |
| 14     | IIT Indore         | IITI     | 2009     | 2009     | Madhya Pradesh    | iiti.ac.in      |
| 15     | IIT Mandi          | IITMandi | 2009     | 2009     | Himachal Pradesh  | iitmandi.ac.in  |
| 16     | IIT (BHU) Varanasi | IIT(BHU) | 1919     | 2012     | Uttar Pradesh     | iitbhu.ac.in    |
| 17     | IIT Palakkad       | IITPKD   | 2015     | 2015     | Kerala            | iitpkd.ac.in    |
| 18     | IIT Tirupati       | IITTP    | 2015     | 2015     | Andhra Pradesh    | iittp.ac.in     |
| 19     | IIT (ISM) Dhanbad  | IIT(ISM) | 1926     | 2016     | Jharkhand         | iitism.ac.in    |
| 20     | IIT Bhilai         | IITBh    | 2016     | 2016     | Chhattisgarh      | iitbihali.ac.in |
| 21     | IIT Goa            | IITGoa   | 2016     | 2016     | Goa               | iitgoa.ac.in    |
| 22     | IIT Jammu          | IITJM    | 2016     | 2016     | Jammu and Kashmir | iitjammu.ac.in  |
| 23     | IIT Dharwad        | IITDH    | 2016     | 2016     | Karnataka         | iitdh.ac.in     |

## Bekannte Absolventen
- N. R. Narayana Murthy (* 1946), Mitgründer von Infosys
- Nandan Nilekani (* 1955), Mitgründer von Infosys
- Vinod Khosla (* 1955), Mitgründer von Sun Microsystems
- Suhas S. Patil, Gründer von Cirrus Logic Inc.
- Rajat Gupta, früherer Managing Director bei McKinsey
- Arun Sarin (* 1954), CEO, Vodafone
- Victor Menezes, Senior Vice Chairman Citigroup
- Kanwal Rekhi, CTO, Novell
- Manohar Parrikar (1955–2019), Chief Minister von Goa
- Sushantha Kumar Bhattacharyya, zweifacher Ordensträger (CBE und Padma Bhushan)
- V. C. Kulandaiswamy, ausgezeichnet mit Padma Shri und Padma Bhushan
- Narendra Karmarkar (* 1957), Mathematiker
- Sundar Pichai (* 1972), CEO von Google